# International Crisis Group
International Crisis Group (ICG) é uma ONG fundada em 1995, voltada à resolução e prevenção de conflitos armados internacionais. ICG combina o trabalho de especialistas no campo com o trabalho de consciencialização a partir de escritórios localizados nos quatro continentes. Atualmente, observa mais de sessenta conflitos internacionais.
Hoje em dia, ICG conta com amplo reconhecimento internacional. A organização é considerada uma fonte de informação para os governos e instituições que trabalham ativamente pela paz e resolução de conflitos.
Ademais, a organização foi também reconhecida como uma das principais fontes independentes e imparciais de análise e assessoria sobre prevenção e resolução de conflitos armados a governos e agências intergovernamentais, como a Organização das Nações Unidas (ONU), a União Europeia e o Banco Mundial.
International Crisis Group tem nove escritórios regionais que cobrem mais de sessenta países e zonas de conflito. As sedes principais estão em Bruxelas, Washington, D.C., e Nova York.
A organização tem uma equipe de 130 funcionários de 49 nacionalidades, localizados no terreno em nove escritórios regionais e quatorze locais. Crisis Group publica anualmente cerca de noventa relatórios e um boletim mensal chamado CrisisWatch, que avalia o estado de alguns setenta países considerados áreas abertas de conflito ou potencial conflito.

## História
O ICG foi fundado em 1995 pelo britânico Mark Malloch Brown  (ex-Vice-Presidente da ONU e Banco Mundial), Morton Abramowitz (diplomata americano), Fred Cuny, Georges Mitchell e diferentes personalidades políticas e sociais de ambos os lados do Atlântico, como uma resposta de paz para as tragédias ocorridas na Somália, Ruanda e Bósnia e Herzegovina.
O Crisis Group é co-presidido pelo britânico Christopher Patten e pelo americano Thomas R. Pickering. Em janeiro de 2000, Gareth Evans, da Austrália, tomou posse como Presidente e Chefe Executivo. Em julho de 2009, ele foi sucedido pela canadense Louise Arbour.
O ICG começou humildemente com duas pessoas em um escritório em Londres e uma equipe de trabalho de campo nos Bálcãs e na África Ocidental.

## Atuação
O trabalho do Internacional Crisis Group é baseado na coleta de informações e estudo de países suscetíveis, para impedir ou resolver conflitos; e cooperação com os governos e instituições; e apoiando e dando apoio ao andamento de negociações de paz, como no Sudão, Burundi e Nepal.
A cada ano cerca de 90 relatórios publicados e análise, além da edição mensal do relatório CrisisWatch, que informa a situação de conflitos abertos e potenciais.
Seus peritos oferecem diferentes visões e estratégias a serem seguidas em vários conflitos e crises, como o desenvolvimento de energia nuclear no Irã ou o conflito árabe-israelense.
Os pesquisadores enviados às zonas de conflitos são capazes de fornecer informações detalhadas não obtidas por outros meios, como a União dos Tribunais Islâmicos da Somália.

## Missão
ICG é considerado um ator internacional que desempenha um papel importante em seis áreas principais:
1. Dando alertas no boletim mensal CrisisWatch, e através de alertas eventuais sobre crises específicas.
2. Agindo nos bastidores de situações críticas, como as negociações de paz, através de assessoria e apoio técnico.
3. Produzindo análises e aconselhamentos sobre conflitos abertos ou potenciais áreas propensas a conflitos em todo o mundo. ICGajuda a ONU e o Conselho de Segurança, organizações regionais, os países doadores e outras instituições influentes a tomarem decisões. Ao mesmo tempo, Crisis Group ajuda os governos dos países em risco, para prevenirem, gerenciarem e resolverem conflitos e para a reconstrução dos países afetados. Exemplos recentes incluem o Iraque (especialmente Kirkuk), Guiné, República Democrática do Congo, Haiti, Afeganistão e o sul da Tailândia.
4. Fornecendo informações detalhadas sobre conflitos, violência em massa e terrorismo. Como por exemplo, Jemaah Islamiya, na Indonésia, os grupos jihadistas, no Paquistão e no Afeganistão, e os Tribunais Islâmicos, na Somália.
5. Oferecendo novas abordagens estratégicas em alguns dos conflitos e crises no mundo, desafiando a visão predominante ou reformulado-a.
6. Vigorosamente defendendo uma ordem internacional baseada na diplomacia, não pela força, destinada a influenciar as decisões da ONU e sua estrutura institucional, utilizando a nova norma internacional acerca da responsabilidade de proteger.

## Financiamento
As principais fontes de renda do Crisis Group são diferentes governos e instituições internacionais, organizações não-governamentais e fundações privadas.

## Áreas de trabalho

### América Latina e Caribe
International Crisis Group é considerado uma fonte independente e imparcial de análise e e assessoria a governos e instituições intergovernamentais. É um fornecedor de informações de primeira mão para meios de comunicação tanto nacionais como internacionais.

#### Colômbia
Não obstante alguns avanços em matéria de segurança, a Colômbia ainda sofre o impacto do conflito de maior duração na América Latina. Os grupos revoltosos FARC e ELN, embora enfraquecidos, ainda detêm considerável poder ao lado de novos grupos armados ilegais e sucessores de paramilitares, todos alimentados pelo tráfico de drogas. Crisis Group acompanha a transformação de conflitos e propõe políticas públicas para a sua solução. Com base em pesquisa de campo fornecem profunda análise de questões como o risco de infiltração da política criminal, o impacto da violência sobre os grupos vulneráveis e os esforços para proporcionar reparações às vítimas e à reintegração dos ex-combatentes. Analisam as relações do país com seus vizinhos, as perspetivas de paz com grupos armados e as políticas públicas para enfrentar novas ameaças à segurança.

#### Venezuela
Venezuela está experimentando um aumento nas tensões políticas e sociais, em preparação para a eleição presidencial de 2012, enquanto o país tem uma das taxas mais altas de assassinatos do mundo. Crisis Group analisa as causas da violência, incluindo a presença de grupos armados, os processos de militarização das instituições da sociedade civil e da acentuada deterioração institucional. Ao analisar a crescente polarização no quadro da aceleração do projeto bolivariano, fazer recomendações para evitar um surto de violência política e para fortalecer as instituições democráticas.

#### Guatemala
Guatemala sofre de uma onda sem precedentes de violência que ameaça minar o Estado de Direito. Sua atual taxa de homicídios, entre as mais altas do mundo, ultrapassa os níveis atingidos durante a guerra civil que terminou em 1996. Localizado em uma das rotas mais importantes do tráfico de drogas para o mercado dos EUA, Guatemala tem pouca habilidade para lidar com o crime organizado. Ineficiência e corrupção no sistema judicial permite que a grande maioria dos crimes permaneça impune. Crisis Group visa fortalecer a capacidade do Estado guatemalteco de proteger a segurança dos seus cidadãos, sem comprometer seus direitos humanos. Sua pesquisa se concentra em analisar o impacto das redes ilícitas, o funcionamento das instituições públicas, o progresso da Comissão Internacional contra a Impunidade e outras questões importantes de segurança e democracia.

#### Haiti
Muito antes do terremoto devastador, que deixou quase 250 mil mortos e meio milhão de deslocados, criando uma crise humanitária sem precedentes, o Haiti era caracterizado por instituições fracas, um Estado de Direito fraco e pobreza elevada que afeta mais de 70 % da população. O processo de recuperação lento, um surto de cólera que já causou mais de 4000 mortes e dificuldades para escolher um governo legítimo para acelerar a reconstrução, deixaram este país em uma posição muito mais volátil. Crisis Group examina as raízes subjacentes da instabilidade do Haiti e propõe recomendações práticas para a remoção de obstáculos para sua reconstrução, estabilização e desenvolvimento.

#### Equador, Peru, Bolívia
Crisis Group analisa regularmente a situação destes três países e publica atualizações no relatório mensal CrisisWatch. No Equador, um dos países mais politicamente instáveis na região, fornece uma análise dos fatores que influenciam a estabilidade social e política em tempos em que a "revolução cidadã" do presidente Rafael Correa tenta realizar uma mudança brusca do sistema tradicional dominado pelas elites. No Peru, o foco é a crescente importância para o país do cultivo de coca, da produção de cocaínae dos riscos associados de conflito. Também é analisado o papel de subversão muito debilitado, mas sobrevivente, do Sendero Luminoso, assim como altos níveis de conflito social. Finalmente, na Bolívia, o monitoramento centra-se na crescente polarização política e no impacto social de uma nova ordem constitucional, bem como os riscos associados à evolução do tráfico de drogas e a presença do crime organizado no país.

### Outros países
Além destes países, a cobertura do Crisis Group abrange também os conflitos em outras partes do mundo:
Na África, publicou relatórios sobre o Burundi, República Centro Africana, Chade, República Democrática do Congo, Ruanda, Etiópia/Eritreia, Quênia, Somália, Sudão do Sul, Sudão, Uganda, Angola, Madagáscar, Zimbábue, Camarões, Costa do Marfim, Guiné, Guiné-Bissau, Libéria, Nigéria e Serra Leoa.
Na Ásia: Cazaquistão, Quirguistão, Tajiquistão, Turquemenistão, Uzbequistão, Coreia do Norte, Estreito de Taiuã, China, Afeganistão, Bangladexe, Caxemira, Nepal, Paquistão, Sri Lanca, Birmânia/Mianmar, Camboja, Indonésia, Filipinas, Tailândia, Timor-Leste, Singapura.
Na Europa: Albânia, Bósnia e Herzegovina, Croácia, Kosovo, Macedônia, Montenegro, Sérvia, Armênia, Azerbaijão, Geórgia, Moldávia, Turquia e Chipre.
No Oriente Médio e Norte da África: Argélia, Israel-Territórios Palestinos Ocupados, Líbano, Síria, Iraque, Jordânia, Egito, Tunísia, Líbia, Barém, Arábia Saudita, Iêmen.

## Prêmios
Em janeiro de 2011, Crisis Group foi listado como um dos "Top 10" Think Tanks no mundo em uma pesquisa de revisão por pares realizada pelo Programa “Think Tanks e Sociedades Civis” do Instituto de Pesquisa para a Política Externa, baseado na Filadélfia. Na mesma pesquisa, em janeiro de 2009, Crisis Group ficou em primeiro lugar em “Melhor Uso da mídia” (impressa ou eletrônica) para comunicar os seus programas e pesquisas.

## Temas de pesquisa
As dez áreas de tema de pesquisa do Crisis Group são coordenadas a partir de Bruxelas. Relatórios publicados em 2001 e 2005, sob o título "Issues", “aproveitam-se da experiência de Crisis Group in-loco em zonas de crise em todo o mundo, bem como os estudos existentes por instituições de pesquisa e think tanks” . As dez áreas de pesquisa são Islamismo, Violência e Reforma, Questões Energéticas, Responsabilidade de Proteger (R2P), Paz e Justiça, Gênero e Conflito, Mudança Climática e Conflito, Terrorismo Internacional, Democratização, União Europeia ea sua capacidade de resposta a crises, e HIV/AIDS como uma questão de segurança .

## Outros membros e funcionários notáveis

### Conselho de Administração

#### Comitê Executivo
- Cheryl Carolus[8]
- Maria Livanos Cattaui,[9] membro da diretoria da Petroplus
- Yoichi Funabashi,[10] ex-editor-chefe do Asahi Shimbun
- Frank Giustra[11]
- George Soros[12]
- Pär Stenbäck[13]

#### Outros membros
- Kenneth Adelman[14]
- Kofi Annan[15]
- Nahum Barnea[16]
- Sandy Berger[17]
- Emma Bonino[18]
- Wesley Clark[19]
- Sheila Coronel[20]
- Jan Egeland[21]
- Mohamed ElBaradei (auto-suspenso em janeiro de 2011) [22]
- Uffe Ellemann-Jensen[23]
- Gareth Evans[24]
- Mark Eyskens[25]
- Joschka Fischer[26]
- Jean-Marie Guéhenno[27]
- Carla Anderson Hills[28]
- Lena Hjelm-Wallén[29]
- Swanee Hunt[30]
- Mo Ibrahim[31]
- Igor Ivanov[32]
- Asma Jahangir[33]
- Wim Kok[34]
- Ricardo Lagos[35]
- Joanne Leedom-Ackerman,[36] esposa de Peter Ackerman, mãe de Nate Ackerman, vice-presidente da International International PEN
- Mark Malloch Brown, Baron Malloch-Brown[37]
- Lalit Mansingh[38]
- Jessica Mathews[39]
- Benjamin Mkapa[40]
- Moisés Naím[41]
- Güler Sabancı[42]
- Javier Solana[43]

#### Presidentes eméritos
- Martti Ahtisaari[44]
- George J. Mitchell[44]

### Consultores sêniores

#### Atuais
- Turki bin Faisal Al Saud[45]
- Hushang Ansary[45]
- Ersin Kalaycıoğlu[45]
- Óscar Arias[45]
- Richard Armitage[45]
- Diego Arria[45]
- Zainab Bangura[45]
- Shlomo Ben-Ami[45]
- Christoph Bertram,[45] ex-diretor do  Instituto Alemão de Assuntos Internacionais e de Segurança
- Alan Blinken[45]
- Lakhdar Brahimi[45]
- Zbigniew Brzezinski[45]
- Kim Campbell[45]
- Jorge Castañeda Gutman[45]
- Naresh Chandra[45]
- Eugene Chien[45]
- Joaquim Chissano[45]
- Victor Chu,[45] presidente do grupo First Eastern Investment, assessor conselheiro da The James Martin 21st Century School
- Chung Mong-joon[45]
- Pat Cox[45]
- Gianfranco Dell'Alba[45] (artigo em italiano disponível  aqui), membro da Pannella List
- Jacques Delors[45]
- Alain Destexhe[45]
- Gernot Erler[45] (artigo em alemão disponível  aqui)
- Stanley Fischer[45]
- Malcolm Fraser[45]
- Inder Kumar Gujral[45]
- Max Jakobson[45]
- Jim Kimsey[45]
- Aleksander Kwaśniewski[45]
- Todung Mulya Lubis[45]
- Allan MacEachen[45]
- Graça Machel[45]
- Barbara McDougall[45]
- Matthew F. McHugh[45]
- Miklós Németh[45]
- Christine Ockrent[45]
- Timothy Ong[45] (co-presidente da Asia Inc.)
- Olara Otunnu[45]
- Shimon Peres[45]
- Victor Pinchuk[45]
- Surin Pitsuwan[45]
- Cyril Ramaphosa[45]
- Fidel V. Ramos[45]
- George Robertson, Baron Robertson of Port Ellen[45]
- Michel Rocard[45]
- Volker Rühe[45]
- Mohamed Sahnoun[45]
- Salim Ahmed Salim[45]
- Douglas Schoen[45]
- Christian Schwarz-Schilling[45]
- Michael Sohlman[45] (artigo em sueco disponível  aqui)
- Thorvald Stoltenberg,[45]
- William O. Taylor,[45] presidente emérito da The Boston Globe, descendente de Charles H. Taylor (publisher)
- Leo Tindemans[45]
- Ed van Thijn[45]
- Simone Veil[45]
- Shirley Williams[45]
- Grigory Yavlinsky[45]
- Uta Zapf[45]
- Ernesto Zedillo[45]